# ジ・イレヴンス・アワー!
『ジ・イレヴンス・アワー!』(The Eleventh Hour!)は、イングランドのハードロック・バンド、マグナムが1983年に発表した4作目のスタジオ・アルバム。

## 解説
前作『チェイス・ザ・ドラゴン』（1982年）に引き続き、ロドニー・マシューズがアートワークを担当した。全英アルバムチャートでは前作ほどの成功を収められず、最高38位にとどまり、チャート入りも4週に終わった。
バンドの中心人物トニー・クラーキンは、病気のため本作リリースに伴うツアーを降板し、ローレンス・アーチャーが代役を務めた。その後もクラーキンの健康状態は回復せず、マーク・スタンウェイはアーチャーと共にフィル・ライノット率いるグランド・スラムに加入し、更にスタンウェイとケックス・ゴーリンはロビン・ジョージのアルバム『Dangerous Music』のレコーディングに参加した。
2005年にサンクチュアリ・レコードから発売されたリマスターCD(CMQCD1232)には、ボーナス・トラックが8曲追加された。

## 収録曲
全曲ともトニー・クラーキン作。
1. "The Prize" – 3:39
2. "Breakdown" – 3:59
3. "The Great Disaster" – 3:46
4. "Vicious Companions" – 3:36
5. "So Far Away" – 4:35
6. "Hit and Run" – 3:39
7. "One Night of Passion" – 3:48
8. "The Word" – 4:54
9. "Young and Precious Souls" – 4:03
10. "Road to Paradise" – 3:30

### 2005年リマスターCDボーナス・トラック
1. "The Word" (Alternative Orchestral Version) – 4:58
2. "True Fine Love" (Outtake) – 3:22
3. "The Prize" (BBC Radio 1 Friday Rock Show Session) – 3:26
4. "Breakdown" (BBC Radio 1 Friday Rock Show Session) – 3:53
5. "Vicious Companions" (BBC Radio 1 Friday Rock Show Session) – 3:25
6. "Road to Paradise" (BBC Radio 1 Friday Rock Show Session) – 3:30
7. "The Prize" (Acoustic Version) – 4:37
8. "One Night of Passion" (Acoustic Version) – 3:48

## 参加ミュージシャン
- ボブ・カトレイ - ボーカル
- トニー・クラーキン - ギター、バッキング・ボーカル
- マーク・スタンウェイ - キーボード
- ウォリー・ロウ - ベース、バッキング・ボーカル
- ケックス・ゴーリン - ドラムス